# Ruthenium-104
Ruthenium-104 of 104Ru is een stabiele isotoop van ruthenium, een overgangsmetaal. Het is een van de zeven stabiele isotopen van het element, naast ruthenium-96, ruthenium-98, ruthenium-99, ruthenium-100, ruthenium-101 en ruthenium-102. De abundantie op Aarde bedraagt 18,62%. De isotoop wordt ervan verdacht via een dubbel bètaverval te vervallen tot de stabiele isotoop palladium-104: 
{\displaystyle {\ce {{^{104}_{44}Ru}->{^{104}_{45}Rh}+{e^{-}}+{\bar {\nu }}_{e}}}}
{\displaystyle {\ce {{^{104}_{45}Rh}->{^{104}_{46}Pd}+{e^{-}}+{\bar {\nu }}_{e}}}}
Ruthenium-104 bezit echter een halfwaardetijd die vele malen groter is dan de leeftijd van het universum en dus kan het als stabiel beschouwd worden.
Ruthenium-104 ontstaat onder meer bij het radioactief verval van technetium-104 en rodium-104.
85Ru · 86Ru · 87Ru · 88Ru · 89Ru · 90Ru · 91Ru · 91mRu · 92Ru · 93Ru · 93m1Ru · 93m2Ru · 94Ru · 94mRu · 95Ru · 96Ru · 97Ru · 98Ru · 99Ru · 100Ru · 101Ru · 101mRu · 102Ru · 103Ru · 103mRu · 104Ru · 105Ru · 106Ru · 107Ru · 108Ru · 109Ru · 110Ru · 111Ru · 112Ru · 113Ru · 113mRu · 114Ru · 115Ru · 116Ru · 117Ru · 118Ru · 119Ru · 120Ru · 121Ru · 122Ru · 123Ru · 124Ru